# Muntele Moran
Muntele Moran (3.840 m) este un munte din Parcul Național Grand-Teton, localizat în vestul statului Wyoming, SUA. Este numit în cinstea peisagistului american Thomas Moran⁠(d). Muntele Moran domină partea nordică a lanțului Teton, înălțându-se cu 1.800 m deasupra lacului Jackson. Pantele muntelui găzduiesc mai mulți ghețari, precum ghețarul Skillet⁠(d) pe panta de est. La fel ca și în cazul muntelui Middle Teton⁠(d) din același lanț muntos, fața muntelui Moran este marcată de o intruziune de bazalt, numită colocvial Black Dike.

## Alpinism
Muntele Moran este unul atractiv pentru alpiniști datorită valorii sale peisagistice. Cu toate acestea, este mai dificil de urcat în comparație cu muntele Grand Teton⁠(d) și alte vârfuri amplasate spre sud. Traseele care duc spre vârful Moran nu mai sunt întreținute de mai bine de douăzeci de ani, astfel încât orice încercare de urcare este însoțită de necesitatea depășirii multiplelor obstacole precum vegetație deasă, copaci dezrădăcinați și teren înmlăștinat. Drept urmare, alpiniștilor le ia câteva zile să urce muntele, chiar dacă porțiunea de urcuș propriu-zis este relativ scurtă.
Prima ascensiune a muntelui Moran a avut loc la 22 iulie 1922, vârful fiind cucerit de LeGrand Hardy, Bennet McNulty și Ben C. Rich de la Clubul de Alpinism din Chicago, pe traseul „Ghețarul Skillet”. Acest traseu este până în prezent considerat cel mai accesibil și cea mai rapidă cale spre vârf și are un punctaj de 5,4 pe scara Yosemite Decimal System⁠(d). Traseul parcurge zăpada și gheața de pe suprafața puternic accidentată a ghețarului Skillet, de aceea este vital ca alpiniștii să aibă în dotare pioleți și crampoane⁠(d).
Cel mai popular traseu de urcuș se numește „CMC”, numit după Clubul de Alpinism din Chicago (Chicago Mountaineering Club). Pe scara Yosemite Decimal System, „CMC” este cotat la 5,5. Traseul traversează versantul de est, la sud de Black Dike și este lipsit de zăpadă și gheață. Un alt avantaj al său este existența unei tabere bine amenajate aflată la o altitudine mare.
Un al treilea traseu, numit „Direct South Buttress⁠(d)”, este un pic mai dificil decât celelalte trasee, în schimb este recunoscut ca unul din traseele clasice de alpinism din toată lumea în cartea Fifty Classic Climbs of North America⁠(d).

## Incidente
La 21 noiembrie 1950, un avion de marfă de model C-47⁠(d), deținut de New Tribes Mission⁠(d), s-a prăbușit pe muntele Moran în timpul unei furtuni. Nimeni din cele 21 de persoane aflate la bord nu a supraviețuit. O campanie de salvare organizată de reputatul alpinist Paul Petzoldt⁠(d) a localizat epava la 25 noiembrie, dar amplasarea ei într-un loc atât de inaccesibil a făcut imposibilă recuperarea avionului sau a cadavrelor. Epava a rămas pe munte până în prezent, dar National Park Service⁠(d) descurajează vizitarea acesteia.

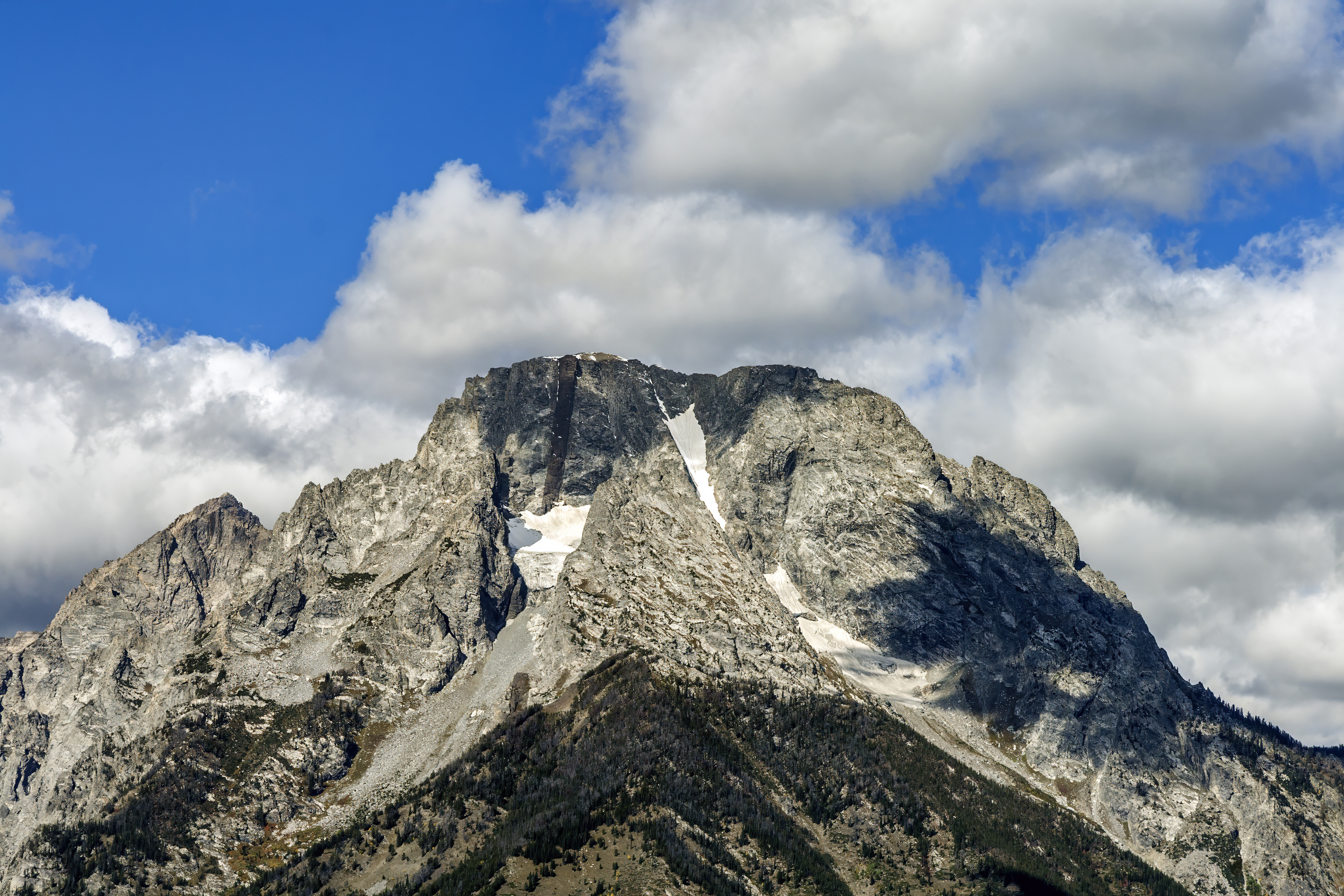
Vârful muntelui Moran; în stânga se vede ghețarul Falling Ice, în dreapta ghețarul Skillet
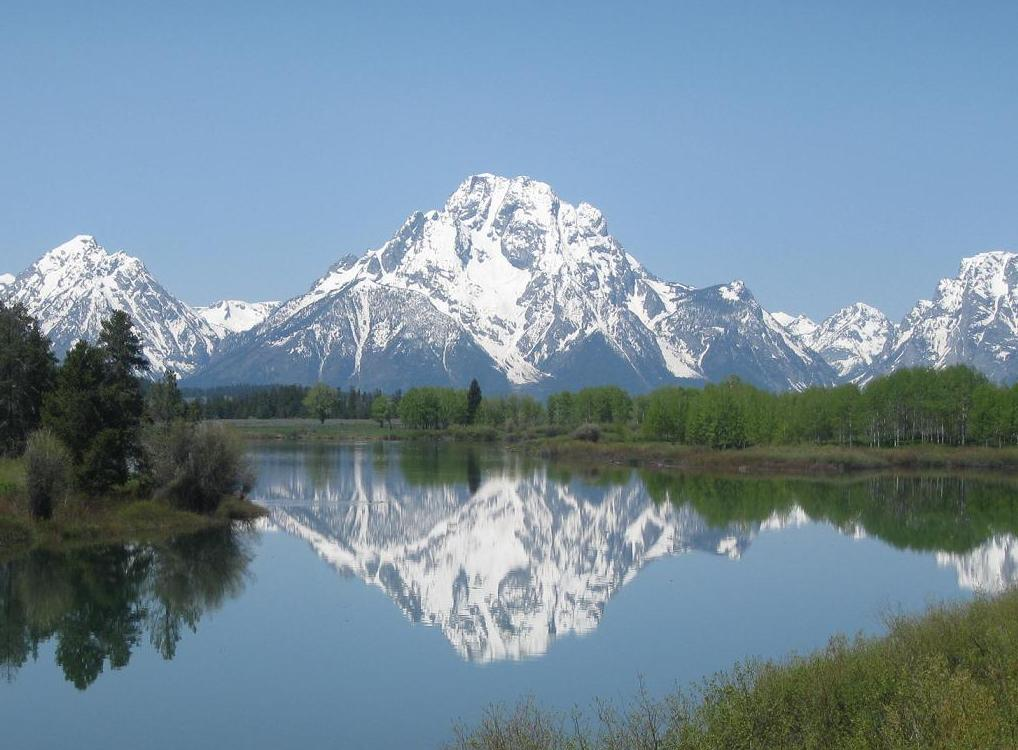
Muntele Moran cu râul Snake în prim plan
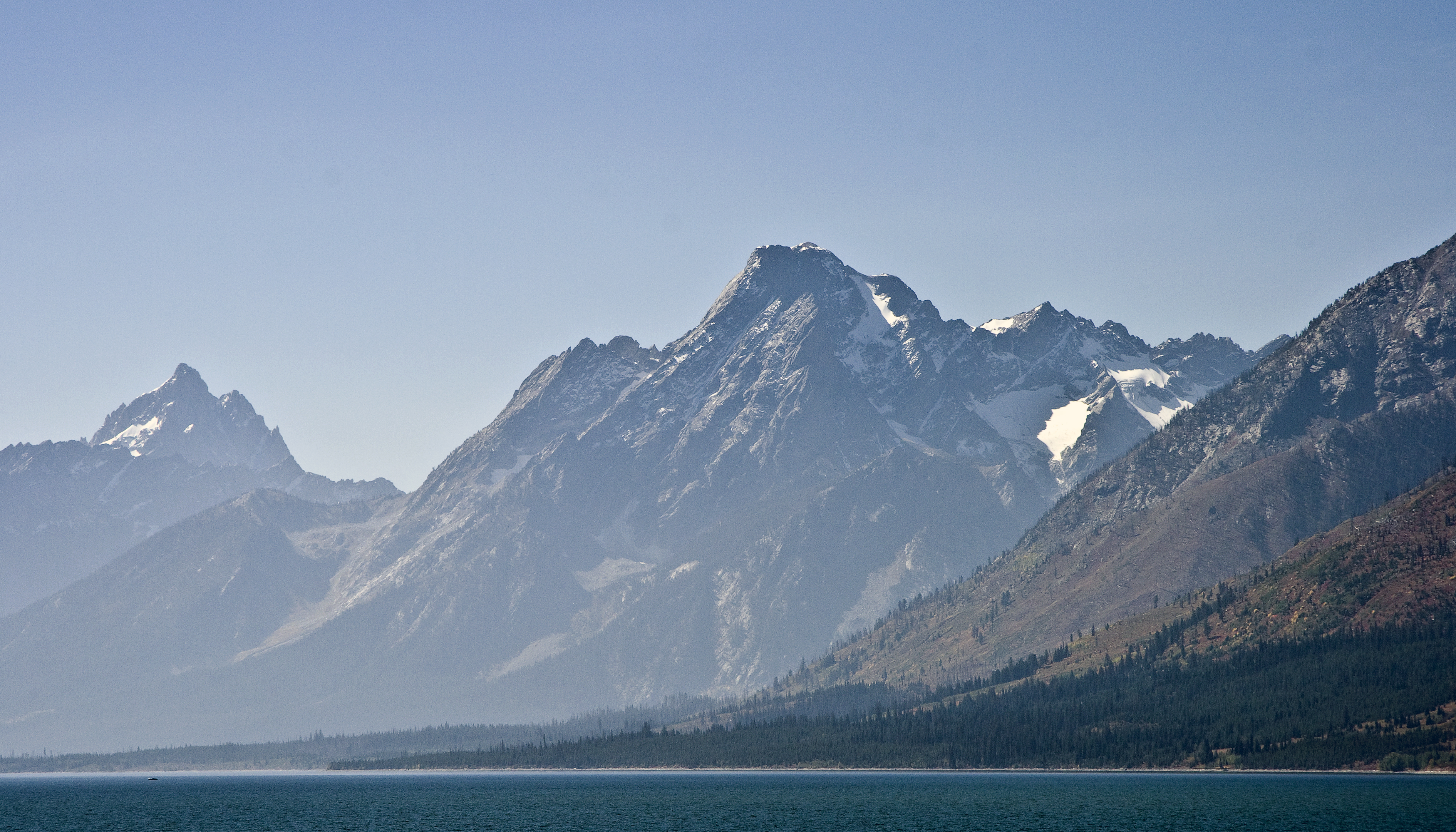
Muntele Moran se înalță abrupt deasupra lacului Jackson. Grand Teton poate fi văzut în fundal în partea stângă

## Legături externe
- Mt. Moran pe SummitPost.org
- O ascensiune a Muntelui Moran: fotografii și videoclipuri. Arhivat în 26 decembrie 2015, la Wayback Machine.
- Galerie foto a traseului „CMC” Arhivat în 10 decembrie 2019, la Wayback Machine.
- NASA Astronomy Photo of the Day – o cometă deasupra muntelui Moran la 10 august 1972